# Matilda Kearns
Matilda „Tilly“ Emily Kearns (* 2. Oktober 2000 in Sydney) ist eine australische Wasserballspielerin. Sie gewann 2024 eine olympische Silbermedaille.

## Sportliche Karriere
Die 1,76 Meter große Centerspielerin studierte 2024 an der University of Southern California. Sie erreichte 2018 mit der australischen Mannschaft den vierten Platz bei der Jugendweltmeisterschaft. 2019 spielte sie mit der australischen Studentinnenmannschaft bei der Universiade in Neapel und belegte den fünften Platz.
Mit der australischen Nationalmannschaft nahm Kearns erstmals 2021 an einem großen internationalen Turnier teil. Das olympische Wasserballturnier in Tokio war wegen der COVID-19-Pandemie von 2020 nach 2021 verschoben worden. Die Australierinnen unterlagen im Viertelfinale der russischen Mannschaft mit 8:9 und erreichten letztlich den fünften Platz.
Bei der Weltmeisterschaft in Budapest belegten die Australierinnen den sechsten Platz, nachdem sie im Viertelfinale gegen die Ungarinnen 6:7 verloren hatten. 2023 bei der Weltmeisterschaft in Fukuoka gewannen die Australierinnen im Viertelfinale gegen die Griechinnen. Im Halbfinale verloren sie gegen die Spanierinnen mit 10:12. Im Spiel um den dritten Platz unterlagen sie den Italienerinnen mit 14:16, Kearns erzielte in diesem Spiel ein Tor. 2024 verloren die Australierinnen bei der Weltmeisterschaft in Doha im Viertelfinale gegen das Team aus den Vereinigten Staaten und belegten letztlich den sechsten Platz. Ein halbes Jahr später erreichte die australische Mannschaft beim olympischen Wasserballturnier in Paris das Halbfinale durch einen Viertelfinalsieg über die Griechinnen. Im Halbfinale bezwangen die Australierinnen das Team aus den Vereinigten Staaten nach Penaltyschießen, Kearns verwandelte ihren Penalty. Im Finale unterlagen die Australierinnen den Spanierinnen mit 9:11.